# Hưng Tân, Lai Tân
Hưng Tân (chữ Hán giản thể: 兴宾区, bính âm: Xīngbīn Qū, âm Hán Việt: Hưng Tân khu) là một quận thuộc địa cấp thị Lai Tân, khu tự trị dân tộc Choang Quảng Tây, Cộng hòa Nhân dân Trung Hoa. Quận Hưng Tân có diện tích 4.404 km², dân số năm 2002 là 970.000 người. Về mặt hành chính, quận Hưng Tân được chia thành 7 trấn, 17 hương.